# واين لورانس
واين لورانس (بالإنجليزية: Wayne Lawrence)‏ هو مصور أمريكي، ولد في 1974 في سانت كيتس في سانت كيتس ونيفيس.